# ملبيغة مفلطحة الأوراق
ملبيغيا مفلطحة الأوراق (الاسم العلمي:Malpighia obtusifolia) هي نوع من النباتات يتبع جنس الملبيغيا من الفصيلة الملبيغية.